# Leavenworth (Kansas)
Leavenworth ist die größte Stadt des Leavenworth County im US-Bundesstaat Kansas, und dessen Verwaltungssitz (County Seat).  Das U.S. Census Bureau hat bei der Volkszählung 2020 eine Einwohnerzahl von 37.351 ermittelt.
Die Stadt liegt an der Westbank des Missouri Rivers und etwa 40 km nordwestlich von Kansas City (Missouri). Die Stadt ist außerdem Teil der Metropolregion Kansas City.
Durch das Fort Leavenworth ist die Stadt vor allem in der Geschichte der Vereinigten Staaten für ihre wichtige Schlüsselposition als Versorgungsbasis für die Siedlungen im Wilden Westen bekannt. Des Weiteren ist die Stadt als Standort mehrerer bundesbehördlicher Gefängnisse, wie z. B. das United States Disciplinary Barracks oder das Bundesgefängnis Leavenworth, berühmt.

## Geschichte
Leavenworth wurde 1854 gegründet und war damit die erste offizielle Stadt von Kansas. Die Stadt liegt direkt südlich des Fort Leavenworth, das 1827 von Henry Leavenworth als Quartier errichtet wurde. Ursprünglich lag Fort Leavenworth außerhalb der Stadtgrenze, bis es am 12. April 1977 eingegliedert wurde. Unter der Stadt gibt es große Gewölbe aus den vergangenen Jahren.
In Leavenworth wurde die Leavenworth Constitution, eine der vier Verfassungsentwürfe von Kansas, zu einem großen Teil verfasst.

## Geographie
Leavenworth liegt im Nordosten von Kansas, an der Kreuzung der U.S. Route 73 und dem Highway 92 (K-92), auf 256 Metern Höhe. Leavenworth liegt 40 km nordwestlich von Kansas City, 233 km südsüdöstlich von Omaha und 266 km nordöstlich von Wichita.
Leavenworth liegt auf der Westbank des Missouri Rivers. Vier kleine Nebenflüsse des Missouri Rivers fließen nach Osten durch die Stadt. Von Norden nach Süden gehend sind dies Quarry Creek, Corral Creek, Three Mile Creek und Five Mile Creek.
Dem United States Census Bureau nach ist die Stadt 62,32 km² groß, wovon 62,26 km² Land und 0,05 km² mit Wasser bedeckt sind. Fort Leavenworth nimmt fast die gesamte nördliche Hälfte der Stadt ein.
Leavenworth liegt, wie der Rest des Leavenworth County, in der Metropolregion Kansas City, und grenzt im Süden an Lansing.

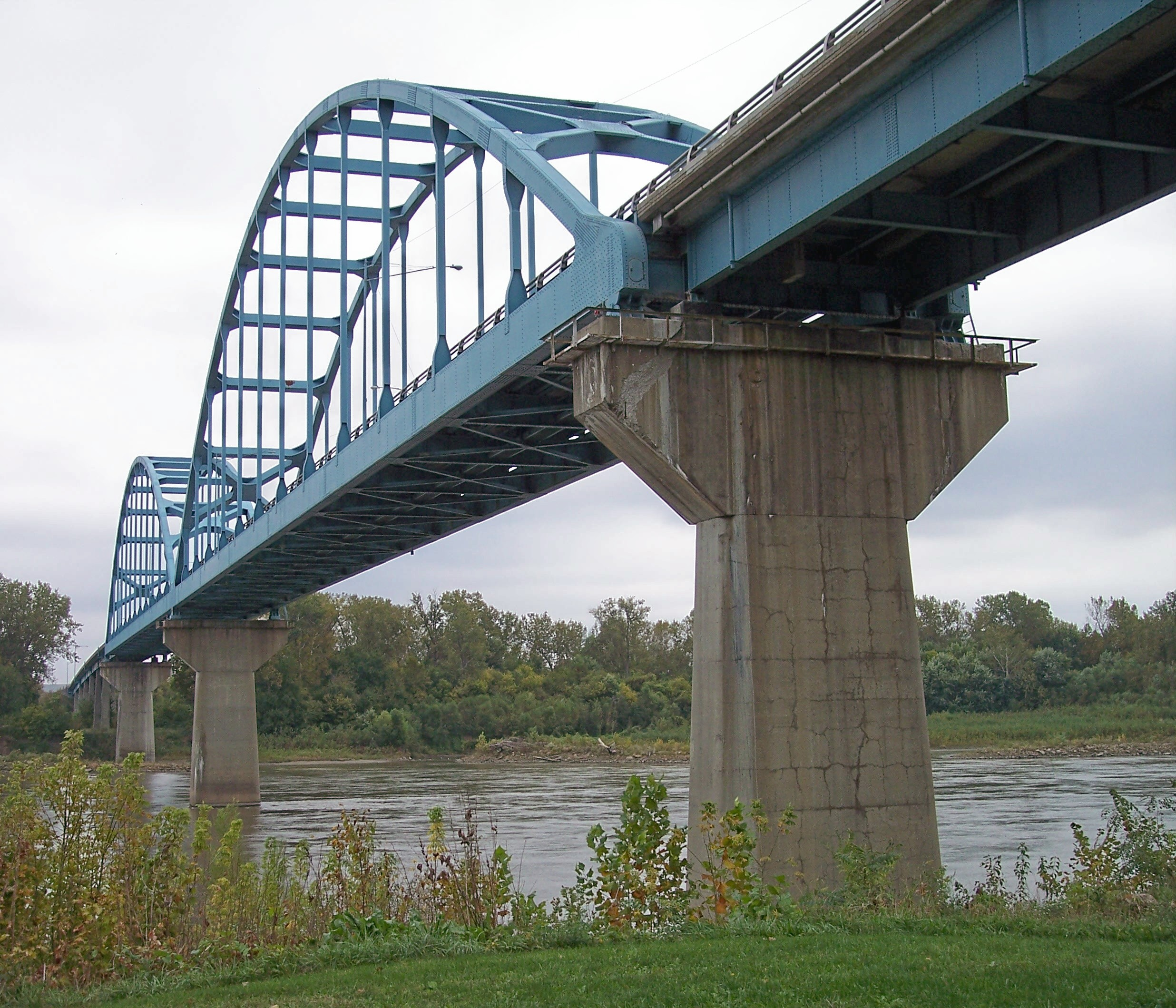
Centennial Bridge über den Missouri River zwischen Leavenworth und dem Platte County, 2006
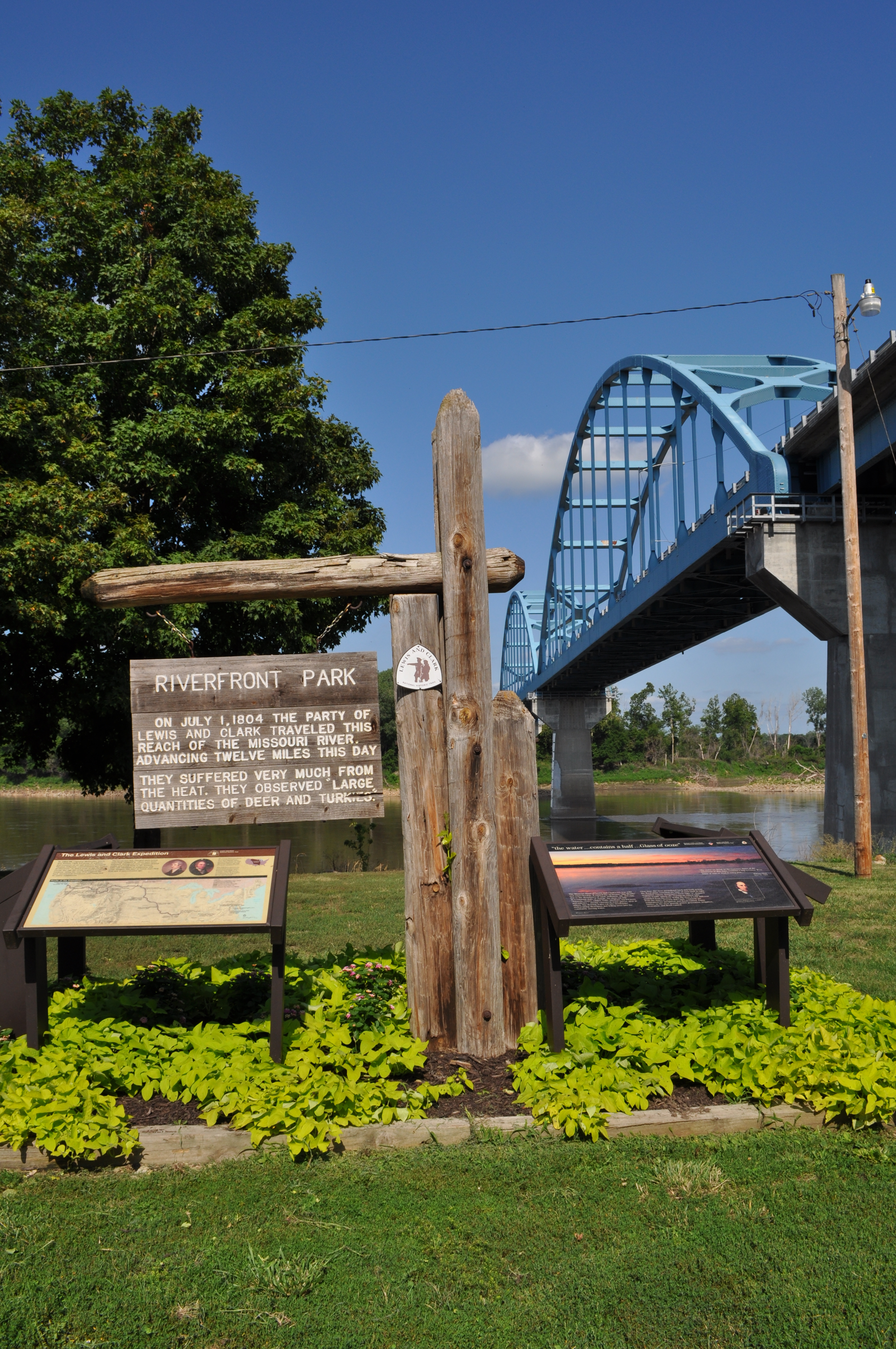
Leavenworth liegt auf der Westseite des Missouri Rivers
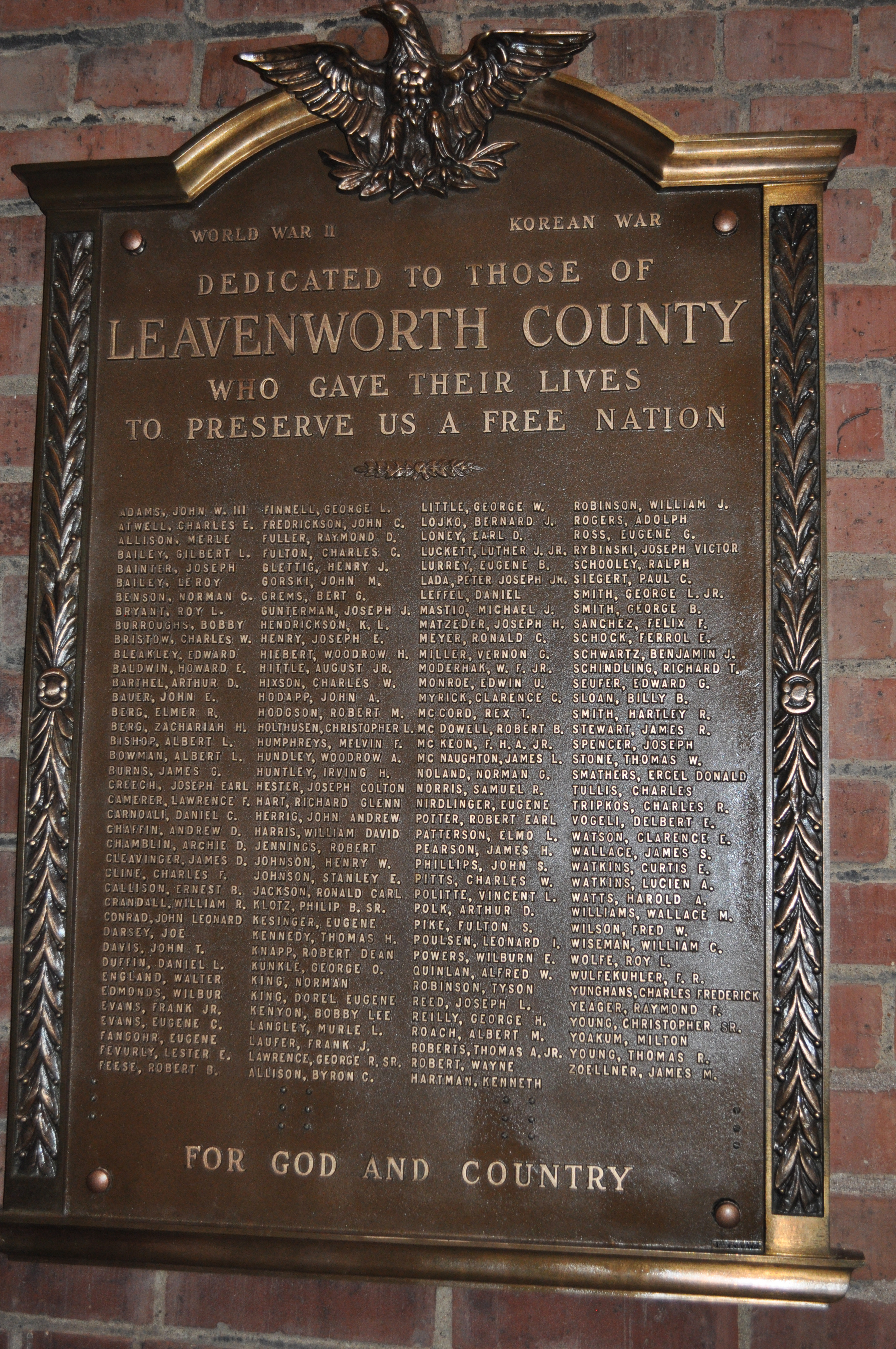
Gedenktafel für Soldaten aus Leavenworth, die im Zweiten Weltkrieg und im Koreakrieg gefallen sind (2013)

### Klima
Leavenworth liegt zwischen der gemäßigten Zone und den Subtropen und hat feuchte heiße Sommer und trockene kalte Winter. Im Durchschnitt der vergangenen Jahre war Januar der kälteste, Juli der heißeste und Juni der feuchteste Monat.
Die Durchschnittstemperatur in Leavenworth beträgt 13 °C. Im Jahresdurchschnitt reichen die Temperaturen in Leavenworth von einem Durchschnittstief von −7 °C im Januar, zu einem Durchschnittshoch von 32 °C im Juni. Eine Temperatur von 32 °C wird im Jahr etwa 43-mal im Jahr erreicht, und eine Temperatur von 38 °C etwa viermal pro Jahr. Der Gefrierpunkt bei 0 °C wird durchschnittlich 107-mal pro Jahr erreicht oder unterschritten. Die höchste Temperatur, die in Leavenworth jemals gemessen wurde, war 43 °C im Jahr 1954; die kälteste Temperatur wurde 1989 mit −33 °C erreicht.

## Demografie

### United States Census 2010
Bei dem United States Census 2010 gab es 35.251 Menschen, 12.256 Haushalte und 8.129 Familien in der Stadt. Die Bevölkerungsdichte betrug 566,1 Einwohner pro km ². Es gab 13.670 Wohneinheiten mit einer durchschnittlichen Dichte von 219,5 pro km². Die Einwohner der Stadt waren zu 75,4 % Weiße Amerikaner, 15,1 % Afroamerikaner, 0,9 % Nordamerikanische Indianer, 1,8 % Asiaten, 0,2 % Pazifische Insulaner, 2,0 % aus anderen ethnischen Gruppen und 4,6 % mit zwei oder mehr Herkunftsländern. Latein-Amerikanischer Abstammung waren 8,1 % der Bevölkerung.
Von den 12.256 Haushalten, lebten in 34,6 % Kinder unter 18 Jahren, 48,7 % waren zusammenlebende verheiratete Paare, 13,2 % hatten einen weiblichen Haushaltsvorstand ohne Ehemann, 4,4 % hatten einen männlichen Haushaltsvorstand ohne Ehefrau und 33,7 % waren keine Familien. 28,7 % aller Haushalte waren alleinlebende Personen, 9,5 % waren 65-Jährige oder ältere die allein Leben. Die durchschnittliche Haushaltsgröße war 2,55, und die durchschnittliche Familiengröße war 3,15.
Das Durchschnittsalter in der Stadt betrug 34,8 Jahre. 26 % waren Minderjährig, 8,5 % waren zwischen 18 und 24 Jahren, 31,6 % waren zwischen 25 und 44 Jahren, 23,9 % waren zwischen 45 und 64 und 10 % waren älter als 65 Jahre. Die Geschlechterverteilung der Stadt war wie folgt, 53,9 % männlich und 46,1 % weiblich.
Das Durchschnittseinkommen eines Haushaltes betrug 49.823 $ und das Durchschnittseinkommen einer Familie 61.576 $. Männer hatten ein Durchschnittseinkommen von 49.693 $, Frauen eins von 30.888 $. Das Pro-Kopf-Einkommen der Stadt betrug 23.102 $. Etwa 9,8 % der Familien und 12,9 % der Bevölkerung lebten unter der Armutsgrenze, inklusive 16,4 % der unter 18-Jährigen 10 % der über 65-Jährigen.

## Wirtschaft
Das U.S. Militär ist mit 5600 Arbeitsplätzen und somit 7,8 % der größte Arbeitgeber der Region, gefolgt von den öffentlichen Schulen und dem Kriegsveteranenministerium der Vereinigten Staaten.
Die Lebensunterhaltskosten in Leavenworth liegen unter dem Durchschnitt der USA. 2010 betrug der Durchschnittswert einer Stadtwohnung 124.200 $ und der Mietpreis einer durchschnittlichen Wohnung betrug 1.282 $

## Regierung

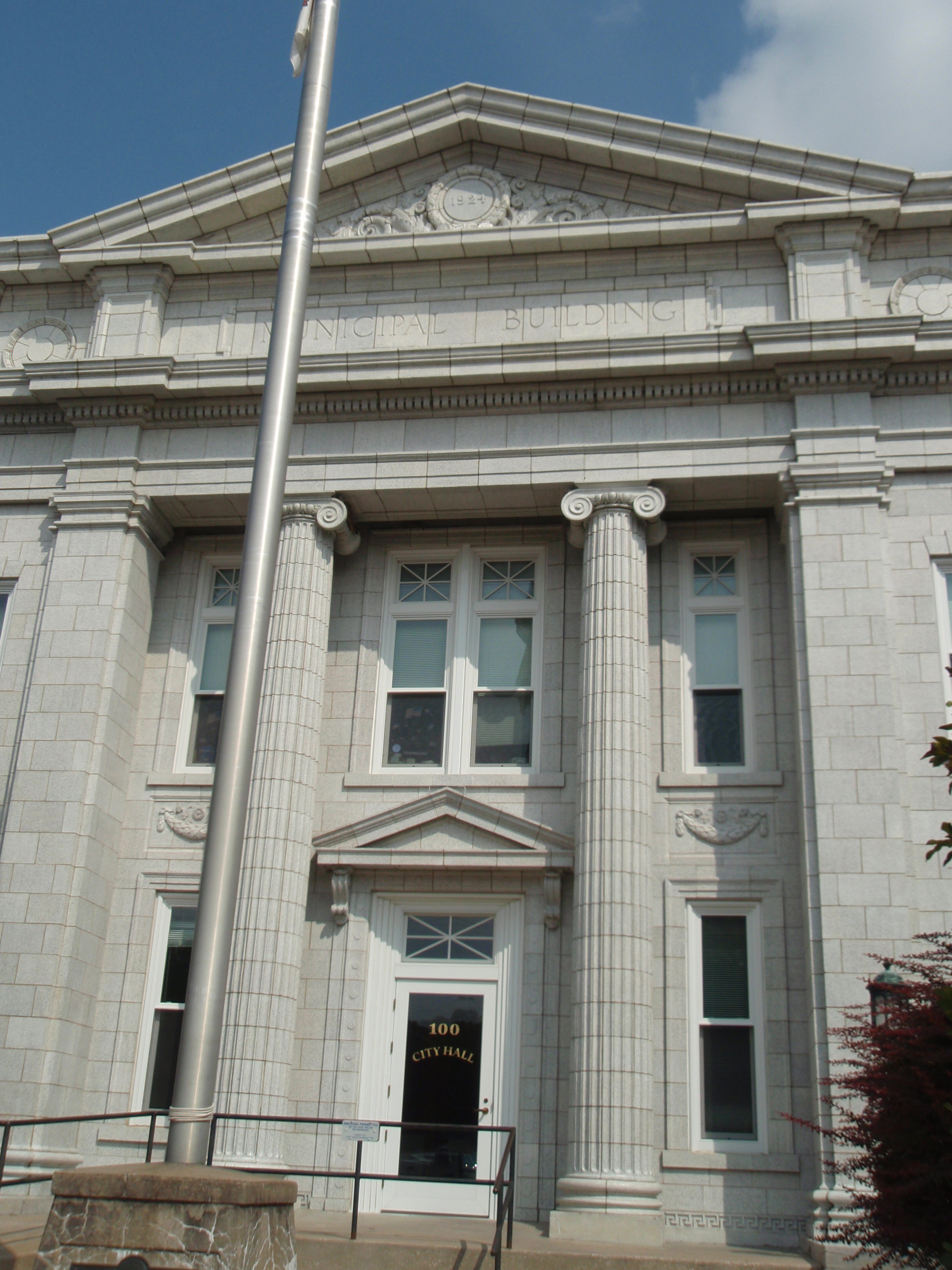
Leavenworth City Hall (2009)

Leavenworth ist Verwaltungssitz (County Seat) des Leavenworth County. Das Courthouse befindet sich an der Ecke 4th und Walnut Street. Leavenworth liegt im 2. Kongressbezirk von Kansas.

### Fort Leavenworth
Fort Leavenworth, auch bekannt unter dem Namen „Geistiges Zentrum der Army“ (englisch „Intellectual Center of the Army“), ist Sitz der US-Heeresleitung, Schule für Fortgeschrittene Militär Studien und Zentrum der Armeeführung.

### Gefängnisse
In Leavenworth gibt es mehrere Haftanstalten und Gefängnisse:
- United States Penitentiary, Leavenworth (USP) erbaut 1903, wird von der Federal Bureau of Prisons betrieben
- United States Disciplinary Barracks, das einzige Hochsicherheitsgefängnis der Streitkräfte der Vereinigten Staaten
- Midwest Joint Regional Correctional Facility, ein weiteres Gefängnis der US-Streitkräfte
- Leavenworth Detention Center, ein Privat betriebenes Gefängnis der Corrections Corporation of America für den United States Marshals Service

## Bildung

### Grund- und weiterführende Schulen
In Leavenworth gibt es drei Grundschulen und eine weiterführende Schule. Des Weiteren gibt es drei Privatschulen in Leavenworth.

### Hochschulen und Universitäten
Die University of Saint Mary, eine Private Katholische Universität hat ihren Hauptsitz in Leavenworth.

## Medien
Die Leavenworth Times, herausgegeben von GateHouse Media, ist die Tageszeitung der Stadt. GateHouse Media veröffentlicht des Weiteren die Fort Leavenworth Lamp, eine Zeitschrift die über das Militär und die U.S. Army berichtet.
In Leavenworth gibt es zwei Radiostationen, KKLO, der hauptsächlich religiöse Musik spielt, und KQRC-FM, der großteils Rock-Musik spielt.

## Parks und Erholung
In Leavenworth gibt es 25 öffentliche Parks und ein am Flussufer gelegenes Gemeindezentrum, in dem es ein Schwimmbad gibt. 2010 wurde durch öffentliche Spenden ein Hundepark errichtet.

## Kultur

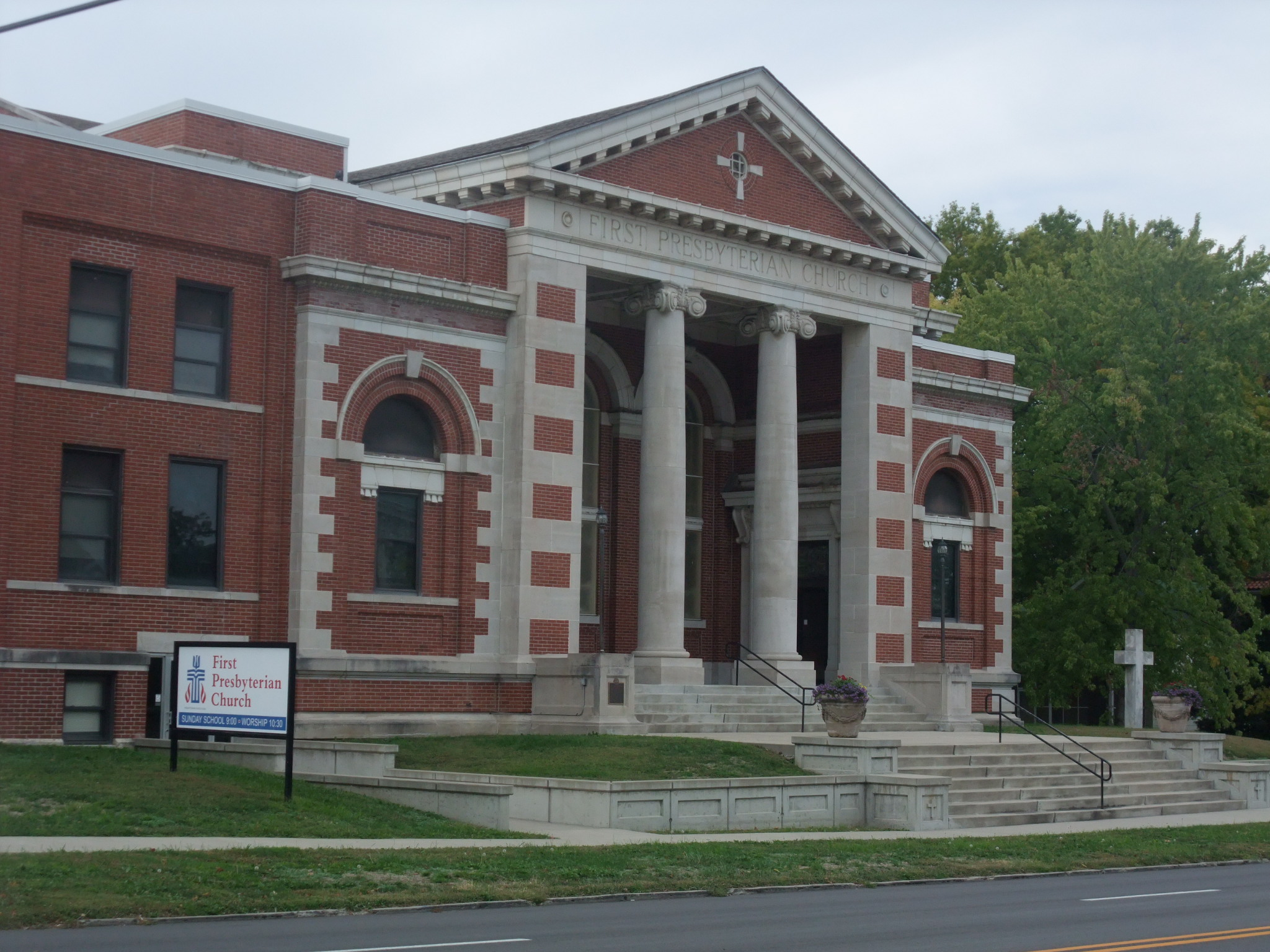
First Presbyterian Church (2012)

### Militärischer Hintergrund
Viele Einwohner von Leavenworth sind ehemalige oder aktive Mitglieder des Militärs. Zwei Medal-of-Honor-Träger lebten 2014 in Leavenworth, Ret. Col. Roger Donlon (1934–2024) und Ret. Lt. Col. Charles C. Hagemeister (1946–2021). Jährlich wird eine Parade für Veteranen in der Innenstadt abgehalten.

### Kunst und Musik
Das Richard Allen Cultural Center and Museum beinhaltet Artefakte aus der Zeit der Pioniere und Gegenstände aus ehemaligem Militärbesitz, unter anderem die „Black Dignity“ Kollektion.
In Leavenworth gibt es eine Theatergruppe, die das ganze Jahr über spielt.

### Sehenswürdigkeiten
Leavenworth hat ein historisches Einkaufsviertel, in dem es Antiquariate, Restaurants und eine Brauerei gibt.
In Leavenworth steht das C.W. Parker Carousel Museum, sowie das National Fred Harvey Museum.
Haymarket Square ist ein überdachter Parkplatz, auf dem von Mai bis Oktober ein Bauernmarkt stattfindet.

### Religion
In Leavenworth gibt es durch die internationalen militärischen Einflüsse eine Vielzahl an verschiedenen Religionen. Mitte bis Ende des 19. Jahrhunderts war Leavenworth eine der größten jüdischen Gemeinden in Kansas. 1870 hatte Leavenworth mehrere jüdisch-orthodoxe Gemeinden; viele Juden konvertierten über die Generationen jedoch zum Christentum. Es gibt vier katholische Gemeinden, zwei methodistische Kirchen: die First United Methodist Church und Trinity United Methodist Church und viele weitere Religionsgemeinschaften. Viele Bewohner Leavenworth gehen auch zum Gottesdienst auf Fort Leavenworth, zur zweitgrößten katholischen US-Militärgemeinde.

## Söhne und Töchter der Stadt
Berühmte Personen, die in Leavenworth geboren wurden oder eine längere Zeit dort gewohnt haben.
- Daniel Read Anthony junior (1870–1931), Politiker
- Chet Brewer (1907–1990), Baseballspieler und Manager
- Hilda Clark (1881–1955), Schauspielerin und Model
- Harold Coyle (* 1952), Autor
- Neil Dougherty (1961–2011), Basketballtrainer
- Dwight D. Eisenhower (1890–1969), 34. Präsident der Vereinigten Staaten, diente am Fort Leavenworth[31]
- Melissa Etheridge (* 1961), Musikerin[32]
- Wild Bill Hickok (1837–1876), Soldat, Gunfighter
- Joseph E. Kuhn (1864–1935), Generalmajor der United States Army
- John Leavitt (* 1956), Komponist, Dirigent, Pianist und Musikpädagoge
- Ron Logan (1938–2022), ehemaliger Vice President von Walt Disney Entertainment
- Sean Malto (* 1989), Profiskateboarder
- Willie Morrison (* 1996), philippinisch-US-amerikanischer Leichtathlet
- Andrew Nisbet, Jr. (1921–2013), Abgeordneter im Repräsentantenhaus von Washington und Army-Offizier
- John A. Seitz (1908–1987), Brigadegeneral der United States Army
- Richard J. Seitz (1918–2013), Generalleutnant der United States Army
- William T. Sexton (1901–1983), Generalmajor der United States Army
- Wayne Simien (* 1983), Basketballspieler (Miami Heat)
- Randy Sparks (* 1933), Musiker, Entertainer (New Christy Minstrels)
- Elizabeth Vargas (* 1962), Fernsehjournalist (ABC)
- Amelia van der Werff (* 2002), Volleyballspielerin

## Schwester Städte
- Wagga Wagga New South Wales, Australien[33]
- Ōmihachiman, Japan